# Naverlönn
Naverlönnen (Acer campestre) är en art i familjen kinesträdsväxter. Arten blir en stor buske eller ett litet träd som sällan blir högre än 15 meter, men kan bli upp till 25 meter. Bladen är ofta dunhåriga på undersidan, mindre än hos skogslönn och tysklönn och har tre till fem rundade flikar. De unga bladen har en svagt rosa färgton men blir senare allt mer mörkgröna, och till höstens avlövning går färgerna över till rött eller gult.

## Utbredningsområde

Grönt visar naturligt utbredningsområde, orange visar var trädet är inplanterat

Trädets utbredningsområde omfattar större delen av Europa, från Storbritannien i väster till Iran i öster, Algeriet i söder och i norr till de södra delarna av Skåne. Som inhemsk förekommer arten endast i Svedala i södra Skåne men som naturaliserad trädgårdsflykting upp till Uppland. Arten nämns i svenska källor första gången 1749 av Eberhard Rosén efter att lundastudenten Lars Aretin funnit den i landskapet utanför Södra Lindholmen i Svedala. Fram till 2021 ansågs Södra Lindholmen vara den enda lokal som hyser en naturligt förekommande population av naverlönn, men genetiska studier visar att även ett flertal träd vid Torup slott måste betraktas som inhemska.

## Morfologi
Naverlönn är ett medelstort träd som friväxande bildar en regelbunden och ganska tät trädkrona. Trädet är normalt enstammigt med längsgående, uppsprickande bark som på några år gamla skott kan bilda karaktäristiska korklister. Arten är lövfällande och bladen sitter motsatta på skotten. Bladskaften är något kortare än bladskivans längd och då den rycks loss från skottet avges en droppe vit mjölksaft. Bladskivan är relativt liten, jämfört med andra europeiska och svenska lönnar och oftast femflikad med i spetsen rundade flikar. De gröna blommorna och de efterföljande frukterna bildas i kvastlika ställningar. Frukten består av en nöt med vinge (så kallad näsa) som bildas i rakt utstående par.
Att på morfologisk väg skilja de inhemska genpoolerna från trädgårdsflyktingar är troligen inte möjligt. En studie visar att det är med statistiska metoder möjligt att skilja på formen mellan inhemska och naturaliserade naverlönnar, men att variationen inom de båda grupperna är så stor att det inte är praktiskt tillämpbart i naturvårdsarbetet. 

## Fortplantning
Naverlönn hör till blomväxterna och bildar separata hon- och hanblommor under våren. Blommorna är insektsskyltande och uppvaktas bland annat av tidigflygande bin. De pollinerade honblommorna utvecklar frukter bestående av nöt och vinge (samara) som sprids några meter med vinden. För att frukten ska gro krävs en vinter av kyla.

## Kultivarer
Några sorter förekommer sällsynt i odling:
- 'Compactum' – dvärgväxande sort som sällan blir högre än 2 meter
- 'Pulverentum' – med vitbrokiga blad
- 'Postelense' – nya blad är gulaktiga, de mognar senare till gröna
- 'Schwerinii' – nya blad är purpurfärgade, de blir senare gröna

## Systematik
Naverlönnen tillhör sektion Platanoidea och delar denna klad med turkisk lönn som närmsta släkting och med Acer miyabei och vår inhemska lönn. Denna grupp känns igen på den vita mjölksaft som exponeras om bladet rycks från dess skott. För svenskt vidkommande är naverlönnen starkt karaktäristisk och förväxlingsrisken med andra arter är låg. 
- Naverlönn skiljs enklast from skogslönn genom de mindre, läderartade bladen som har rundade flikar (jämfört stora, papperstunna blad med spetsiga flikar)

- Naverlönn skiljs enklast från tysklönn genom de mindre bladen som har rundade flikar (jämfört stora blad med spetsiga flikar) och näsor i kvastar som står rakt ut (jämfört med näsor i klase som är starkt vinklade neråt).

Arten är mångformig och delas av vissa taxonomer upp i två varieteter:
- Acer campestre var. campestre – med kala blad och frukter
- Acer campestre var. hebecarpum – med håriga blad och frukter

### Synonymer
Arten har ett stort antal, nu ej längre giltiga synonymer:

#### Acer campestrevar.campestre
Acer affine Hoffmanns. ex Walp.
Acer affine Opiz
Acer austriacum Tratt.
Acer bedoi Borbás
Acer campestre forma acrocarpum Gajic & Drenkovski
Acer campestre f. aegaeicum R.Drenkovski
Acer campestre f. bedoioides R.Drenkovski
Acer campestre f. boomii Geerinck
Acer campestre f. deflexum B.Jovanovic
Acer campestre f. ferrugineum B.Jovanovic
Acer campestre f. josifovicii (Gaj. & Dikl.) B.Jovanovic
Acer campestre f. jovanovicii Gajic & R.Drenkovski
Acer campestre f. latilobum B.Jovanovic
Acer campestre f. longipetiolatum B.Jovanovic
Acer campestre f. microphyllum B.Jovanovic
Acer campestre f. platypterum B.Jovanovic
Acer campestre f. pulverulentum (J. Booth ex G. Kirchn.) Pax
Acer campestre f. suberosum (Dum.) Rogow.
Acer campestre f. suberosum Dum.
Acer campestre subspecies leiocarpum (Opiz) P.Fourn. nom. illeg.
Acer campestre subsp. leiocarpum (Opiz) Pax
Acer campestre var. austriacum (Tratt.) de Candolle
Acer campestre var. collinum Wallr. ex DC.
Acer campestre var. josifovicii Gaj. & Dikl.
Acer campestre var. leiocarpum (Opiz) P.Fournier nom. illeg.
Acer campestre var. leiocarpum (Wallr.) Pax
Acer campestre var. leiocarpum f. austriacum Pax
Acer campestre var. leiocarpum f. normale Schwer.
Acer campestre var. leiocarpum f. pseudomariscum Pax
Acer campestre var. leiocarpum Tausch
Acer campestre var. tauricum (G. Kirchn.) Pax
Acer collinum (Wallr. ex de Candolle) Tenore
Acer heterolobum Opiz
Acer heterotomum Borbás
Acer leiocarpum Opiz
Acer microcarpon Masn. ex Opiz
Acer molle Opiz
Acer polycarpon Opiz
Acer praecox Opiz nom. inval.
Acer serotinum Ktaibel
Acer silvestre Wender
Acer suberosum Dumort.
Acer tauschianum Opiz
Acer tomentosum Kitaibel
Acer tomentosum var. serotinum Kitaibel
Acer trifolium Duham
Acer trilobum Moench
Acer vulgare Borkhausen
Euacer austriacum (Tratt.) Opiz
Euacer campestre (L.) Opiz
Euacer leiocarpum (Opiz) Opiz

#### Acer campestrevar.hebecarpum
Acer austriacum f. trifidum Borbás
Acer campestre subsp. hebecarpum var. marsicum (Guss.) K.Roth
Acer campestre subsp. marsicum (Guss.) Hayek
Acer campestre var. hebecarpum de Candolle
Acer campestre var. hebecarpum f. acutilobum Pax
Acer campestre var. hebecarpum f. lobatum Pax
Acer campestre var. hebecarpum f. subtrilobum Schwer.
Acer marsicum Guss.
Acer marsicum f. deflexum B.Jovanovic
Acer marsicum f. paeonicum R.Drenkovski
Acer marsicum f. trifidum (Borbás) B.Jovanovic
Acer marsicum f. vichodcevskyi Drenkovski